# Asamblea del Pueblo (Birmania)
El Parlamento de Unión (en birmano: ပြည်သူ့လွှတ်တော်) fue el poder legislativo de la República Socialista de la Unión de Birmania entre 1974 y 1988. Se estableció tras la sanción de la Constitución de 1974 y fue disuelto tras las llegada al poder del Consejo de Estado para la Paz y el Desarrollo en 1988.
Tras la instauración del Consejo Revolucionario de Unión en 1962,  no existió un órgano parlamentario hasta 1974, ya que dicho Consejo funcionó también como poder legislativo del Estado.
De acuerdo con la constitución de 1974, la Asamblea del Pueblo estaba representada exclusivamente por miembros del Partido del Programa Socialista de Birmania. Cada legislador tenía un mandato de cuatro años.